# Dietmar Gross (Maler)
Dietmar Gross (* 11. Juni 1957 in Bexbach) ist ein deutscher Maler und Zeichner des phantastischen Realismus.

## Leben
Gross studierte von 1978 bis 1984 Malerei und Zeichnung an der Johannes Gutenberg-Universität in Mainz. Seit 1984 arbeitet er als freier Maler. 1984 erhielt er den Kahnweiler-Preis für Malerei. 1999 wurde er Mitglied des Künstlersonderbundes in Deutschland. Von 2002 bis 2004 hatte er einen Lehrauftrag für künstlerische Grafik an der Fachhochschule Wiesbaden inne. 2004 folgte die Berufung in den Deutschen Werkbund. Von 2004 bis 2005 war er Gastprofessor für Zeichnung an der Fachhochschule für Gestaltung Mainz. 2006 gründete er die „Oppenheimer Sommerakademie“. Seit Februar 2014 ist er der 1. Vorsitzende des Kunstverein Eisenturm Mainz e. V.
Gross greift in realistischer Malweise und altmeisterlicher Technik Themen aus der Kunstgeschichte und der Mythologie auf, füllt sie mit zeitgenössischen Inhalten und verfremdet sie ironisch. Seit 2003 arbeitet Gross in gemeinsamen Projekten mit dem chinesischen Maler Yongbo Zhao zusammen.
Bis 2022 lebte und arbeitete er in Dienheim bei Mainz, seit 2023 in Neunkirchen/Saar.

## Ausstellungen
- 1992: Dietmar Gross: Malerei, Jenaer Kunstverein in der Galerie Zwätzengasse
- 1999: Körper und Geist: Johannes Grützke, Jürgen Kramer, Dietmar Gross, Kunstverein Lippstadt
- 2007: Skulpturen von Achim Ribbeck und Bilder von Dietmar Gross & Yongbo Zhao, Haus am Tor Mainz[3]
- 2008: Xiamen Art Gallery der Xiamen-Universität, Fujian, China
- 2009: Kunsthalle Ammersee/München Köln Art Fair 21, Messe für zeitgenössische Kunst
- 2010: Galerie Joerg Heitsch, München Zürich Art Fair
- 2011: Kunstverein Villa Streccius, Landau
- 2012: Last Rites Gallery, New York (Taboo)
- 2012: Gruppenausstellung Werkbundtag 2012, werk bund. Interdisziplinäres Kunstprojekt. "RheinSCHIENE & WarenSTROM. Zukunftswerkstatt Kulturlandschaft, Koblenz, Landesmuseum Koblenz – Festung Ehrenbreitstein
- 2013: Copro Gallery, Santa Monica, Kalifornien, USA
- 2014: Einzelausstellung "InSightOut", Osthaus Museum Hagen (16. November 2014 bis 11. Januar 2015)

## Kataloge
- Ricky Schäfer: Dietmar Gross, Malerei. Ausstellungskatalog Jenaer Kunstverein. Verlag der Galerie KK, Essen 1991.
- Volker Kühl, Peter Lietz (Hrsg.): Dietmar Gross – Malerei, Zeichnung, Grafik, Gestaltung. Edition Braus, Heidelberg 2002, ISBN 978-3-899-04043-2.
- Oliver Brokel, Sabine Ohlenbusch, Anke Schlecht: Vision Werkstatt, Dietmar Gross & Yongbo Zhao, Kunst- und Textwerk-Verlag München 2004 (ohne ISBN).